# Tagetes

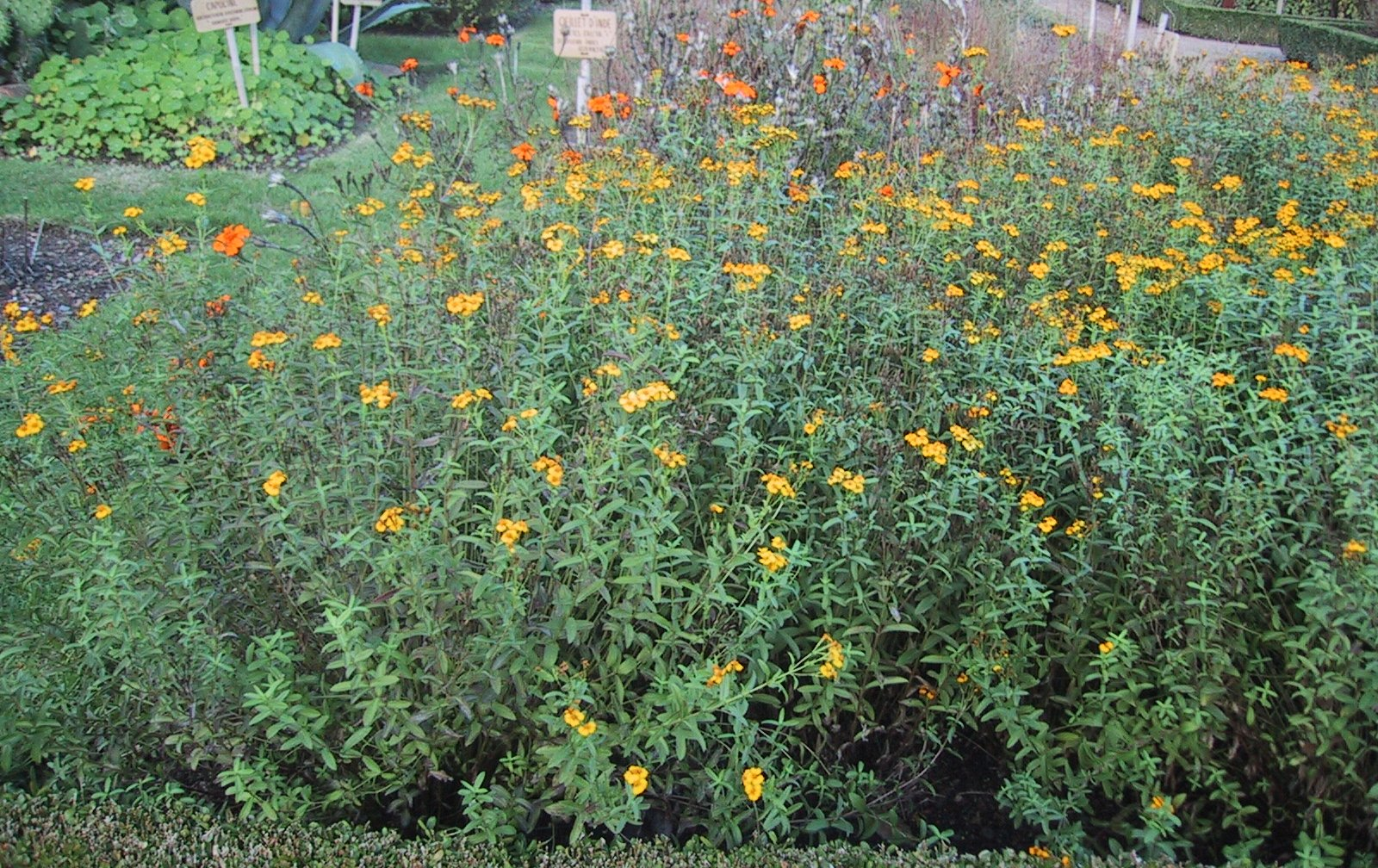
Tagetes lucida

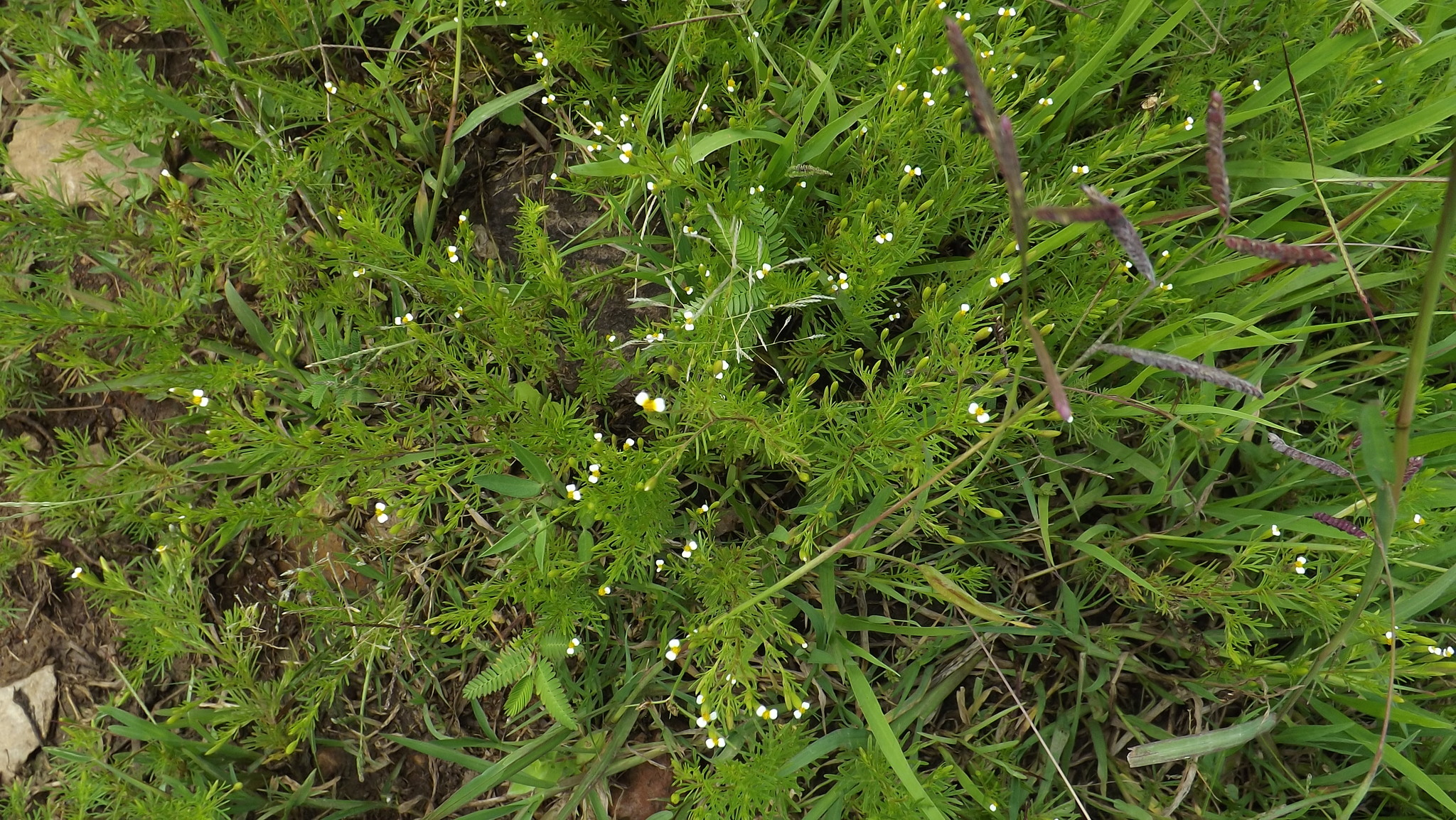
Tagetes filifolia

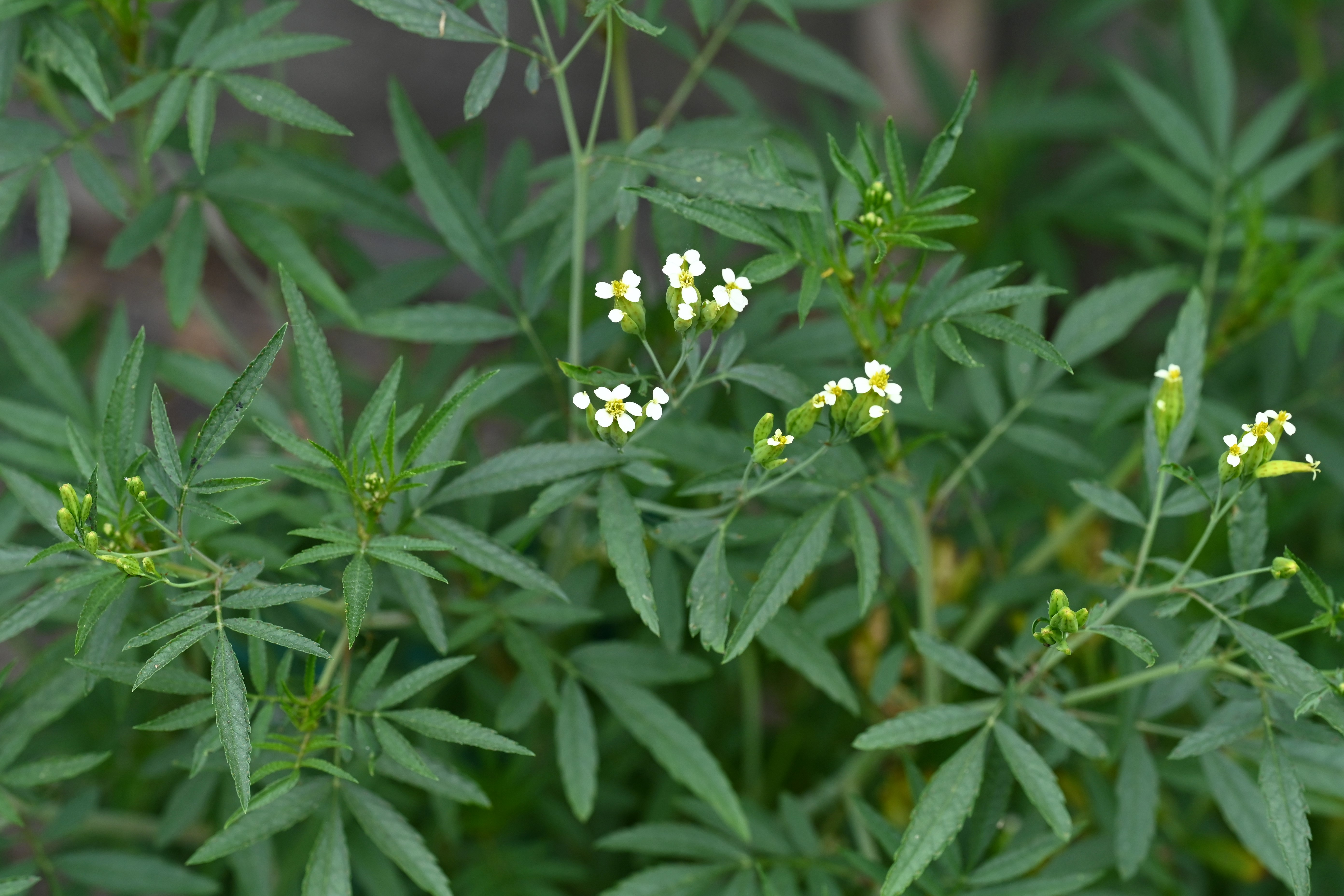
Tagetes minuta

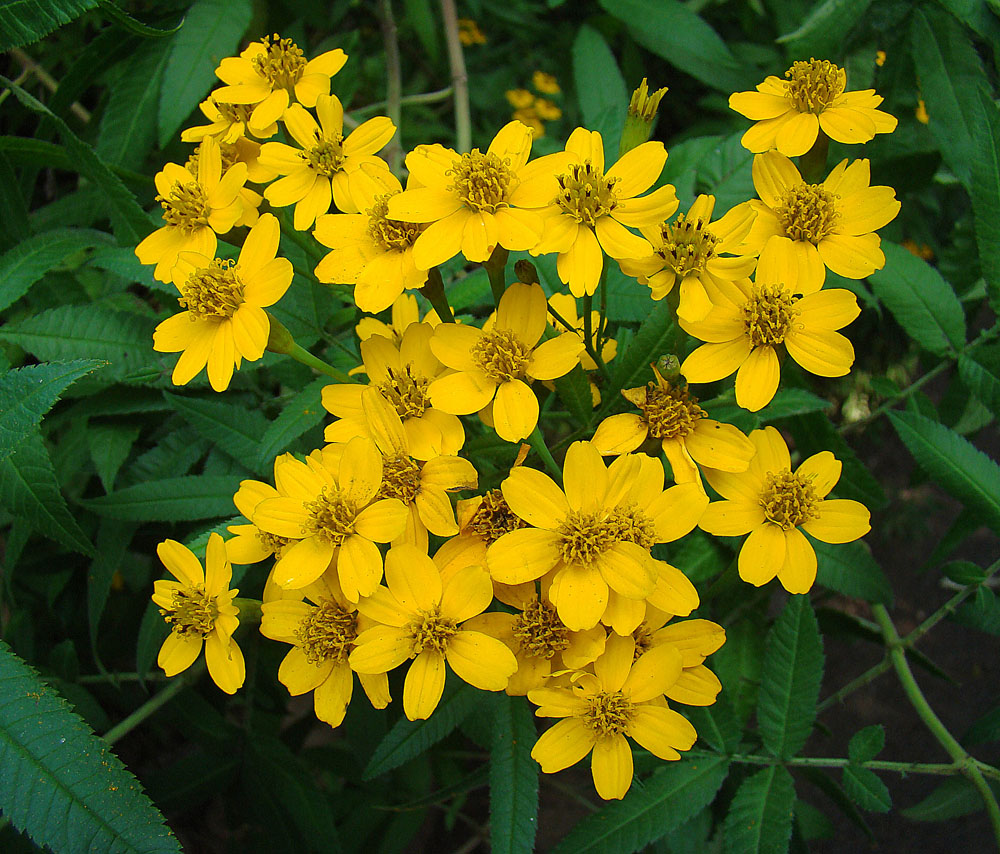
Tagetes nelsonii

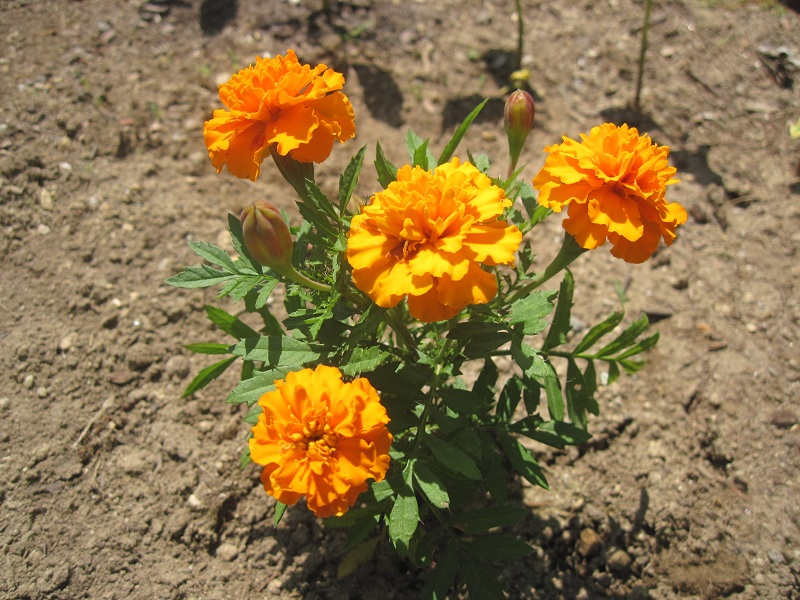
Varietat cultivar Tagetes patula 'Orange Boy'

Tagetes és un gènere de plantes angiospermes de la família de les asteràcies. Són plantes natives de les zones subtropicals d'Amèrica.
En llengua catalana diverses varietats cultivars d'espècies d'aquest gènere, utilitzades en jardineria, s'anomenen clavell de moro.

## Descripció
Són plantes herbàcies anuals o perennes o arbusts amb oli essencials. Les tiges són erectes, de vegades molt ramificades. Les fulles varien entre linears, lanceolades i ovades, poden ser simples o pinnatisectes, habitualment disposades de manera oposades i amb glàndules al limbe. Les flors es troben agrupades en capítols terminals o agrupats en cimes corimbiformes o paniculiformes. A l'involucre, cilíndric, fusiforme o acampanat i amb una filera de bràctees, entre 5 i 10, unides excepte per l'àpex, mentre que el receptacle és entre convex i cònic. Les flors ligulades són habitualment femenines, i poden ser grogues, taronges, blanques o de dos colors. Els flòsculs, les flors interiors, són hermafrodites i tenen una corol·la tubular amb cinc lòbuls de color entre groc i taronja, tot i que també pot ser porpra o blanca. El fruit és un aqueni pubescent amb papus persistent.

## Taxonomia
Aquest gènere va ser publicat per primer cop l'any 1753 al segon volum de l'obra Species Plantarum del botànic suec Carl von Linné (1707-1778).

### Etimologia
Tagetes derivaria de Tages, el nom llatí d'un profeta etrusc que hauria sortit de la terra mentre era llaurada amb una arada.

### Sinònims
Els següents noms científics són sinònims heterotípics de Tagetes:
- Adenopappus Benth.
- Diglossus Cass.
- Enalcida Cass.
- Solenotheca Nutt.
- Vilobia Strother

### Espècies
Dins del gènere Tagetes es reconeixen les 50 espècies següents:
- Tagetes apetala Posada-Ar.
- Tagetes arenicola Panero & Villaseñor
- Tagetes argentina Cabrera
- Tagetes biflora Cabrera
- Tagetes campanulata Griseb.
- Tagetes coronopifolia Willd.
- Tagetes daucoides Schrad.
- Tagetes dianthiflora Kunth
- Tagetes dombeyi Schiavinato, D.G.Gut. & Adr.Bartoli
- Tagetes elliptica Sm.
- Tagetes epapposa B.L.Turner
- Tagetes erecta L.
- Tagetes filifolia Lag.
- Tagetes foetidissima DC.
- Tagetes gracilis DC.
- Tagetes hartwegii Greenm.
- Tagetes iltisiana H.Rob.
- Tagetes imbricata Schiavinato & Adr.Bartoli
- Tagetes lacera Brandegee
- Tagetes laxa Cabrera
- Tagetes lemmonii A.Gray
- Tagetes linifolia Seaton
- Tagetes lucida Cav.
- Tagetes lunulata Ortega
- Tagetes mandonii Sch.Bip. ex Klatt
- Tagetes micrantha Cav.
- Tagetes minuta L.
- Tagetes mirandae Schiavinato & Adr.Bartoli
- Tagetes moorei H.Rob.
- Tagetes mulleri S.F.Blake
- Tagetes multiflora Kunth
- Tagetes nelsonii Greenm.
- Tagetes oaxacana B.L.Turner
- Tagetes ostenii Hicken
- Tagetes palmeri A.Gray
- Tagetes parryi A.Gray
- Tagetes pauciloba DC.
- Tagetes perezii Cabrera
- Tagetes persicifolia (Benth.) B.L.Turner
- Tagetes praetermissa (Strother) H.Rob.
- Tagetes pringlei S.Watson
- Tagetes riojana M.Ferraro
- Tagetes rupestris Cabrera
- Tagetes sororia Standl. & Steyerm.
- Tagetes stenophylla B.L.Rob.
- Tagetes subulata Cerv.
- Tagetes tenuifolia Cav.
- Tagetes terniflora Kunth
- Tagetes verticillata Lag. & Rodr.
- Tagetes zypaquirensis Bonpl.

## Usos
Algunes espècies s'utilitzen arreu del món com a plantes ornamentals d'interior o exterior en funció del lloc, són poc exigents i fan moltes flors. Les varietats cultivars es basen sobre tot en tres espècies principals, Tagetes patula, Tagetes erecta i Tagetes tenuifolia.
També s'utilitzen a l'alimentació humana com a colorant, al te i com a succedani de l'estragó. Tanmateix pot ser perjudicial si s'ingereix una gran quantitat.